# Cementiri de l'Ametlla de Segarra
El Cementiri de l'Ametlla de Segarra és una obra de l'Ametlla de Segarra, al municipi de Montoliu de Segarra (Segarra) inclosa a l'Inventari del Patrimoni Arquitectònic de Catalunya.

## Descripció
És un cementiri situat vora la carretera d'accés al poble, aïllat de qualsevol construcció i fora del nucli urbà. L'edifici se'ns presenta de planta rectangular i se situen quatre esteles discoïdals situades damunt del seu mur, disposades una a cada angle del recinte. A la façana principal s'obre la porta d'accés d'arc apuntat motllurat, sustentat per un pilar de secció quadrada amb el capitell també motllurat. L'estructura d'aquesta porta està coronada per una creu llatina. La porta d'accés, de dos fulles, està realitzada amb ferro i a la part superior hi ha treballat la data "1928". Les esteles discoïdals presents a l'edifici tenen un avançat estat d'erosió que fa difícil el seu estudi iconogràfic. Destaquem, però una estela decorada, en una cara, per una orla circular sense cap dibuix al seu interior. A l'altra cara, sense orla, hi ha representat el calvari a partir de tres creus, sent la creu central més gran que les dues laterals, i als seus peus s'insinua un turó que podria ser el Gòlgota. Les tres creus estan realitzades mitjançant un rebaix de la superfície de la cara. L'obra presenta un parament paredat amb ús de pedra picada per l'estructura de la porta d'accés.

## Història
Les esteles són procedents de l'antic fossar situat al voltat de l'església parroquial de Sant Pere de l'Ametlla i que actualment estan conservades com a decoració del cementiri nou del poble i que data de l'any 1928.